# Файърстоун (град)
Файърстоун (на английски: Firestone) е град в окръг Уелд, щата Колорадо, САЩ. Файърстоун е с население от 1908 жители (2000) и обща площ от 13,9 km². Намира се на 1515 m надморска височина. ЗИП кодът му е 80504, 80520, а телефонният му код е 303, 720.